# Pleocnemia presliana
Pleocnemia presliana är en ormbunkeart som beskrevs av Holtt. Pleocnemia presliana ingår i släktet Pleocnemia och familjen Tectariaceae. Inga underarter finns listade.